# Loivo
Loivo ist eine Gemeinde im Norden Portugals.
Loivo gehört zum Kreis Vila Nova de Cerveira im Distrikt Viana do Castelo, hat eine Fläche von 5,1 km² und 834 Einwohner (Stand 19. April 2021).